# 長瀬佳美
長瀬 佳美（ながせ よしみ）は、女性アナウンサー。

## 人物
- 神奈川県出身。アメリカ・ワシントン州立大学卒業。筑波大学大学院MBA。
- 1991年、テレビユー福島（TUF）入社。ニュースの森ふくしまのキャスターや報道記者を担当。その後、テレビ神奈川（TVK）に入社し、1996年退社。
- 元ジョイスタッフ所属フリーアナウンサー。

## 出演番組

### TUF時代
- ビッグモーニング（福島中継）
- ニュースの森ふくしま

### フリー時代
- ワイド!スクランブルリポーター（テレビ朝日系）
- 全国高校野球選手権神奈川大会 速報本部担当 - 毎年7月（tvk）
大会期間中は、tvkスポットニュースも兼務する場合がある。